# Makád
Makád é um município da Hungria, situado no condado de Peste. Tem 31,77 km² de área e sua população em 2015 foi estimada em 1.165 habitantes.